# Paramunnopsis longicornis
Paramunnopsis longicornis là một loài chân đều trong họ Munnopsidae. Loài này được Hansen miêu tả khoa học năm 1895.